# Valinho de Fátima
Valinho de Fátima é um lugar na freguesia de Fátima, no concelho de Ourém, distrito de Santarém, pertencente à província da Beira Litoral, na região do Centro (Região das Beiras) e sub-região do Médio Tejo, em Portugal. É atravessado pela EN360, também denominada Estrada de Minde.
Embora seja usualmente confundido com o lugar de Valinhos da mesma freguesia, trata-se de um local distinto e situado alguns quilómetros mais a Sul daquele onde decorreram algumas das aparições do Anjo da Paz e de Nossa Senhora aos três pastorinhos de Fátima.